# Khorūseh
Khorūseh (persiska: خروسه) är en ort i Iran.   Den ligger i provinsen Kurdistan, i den nordvästra delen av landet, 400 km väster om huvudstaden Teheran. Khorūseh ligger 1 760 meter över havet och antalet invånare är 608.
Terrängen runt Khorūseh är kuperad.Runt Khorūseh är det ganska tätbefolkat, med 144 invånare per kvadratkilometer. Närmaste större samhälle är Shūyesheh, 6,5 km väster om Khorūseh. Trakten runt Khorūseh består i huvudsak av gräsmarker.